# Carina Cappellari
Carina Cappellari (* 6. November 1991 in Walenstadt) ist eine ehemalige Schweizer Mountainbikerin in der Disziplin Downhill und wurde dreimal Schweizer Meisterin.

## Sportliche Laufbahn
Carina Cappellari startete ihre Karriere als Cross-Country-Athletin. Später wechselte sie zum Downhill. Am Weltcuprennen in Fort William 2012 stürzte sie schwer und zog sich innere Verletzungen zu. Nach dem Unfall brauchte sie erst einmal etwas Abstand und lenkte sich mit einem Sprachaufenthalt in Irland ab. Seit 2014 fuhr sie wieder regelmässig im UCI-Mountainbike-Weltcup und erzielte Einzelergebnisse um Platz 10, die besten Ergebnisse waren mehrere 7. Plätze in den Jahren 2016 bis 2018. Im Jahr 2017 wurde sie erstmals Schweizer Meisterin im Downhill, den Titel konnte sie 2018 und 2019 erfolgreich verteidigen. Letztlich fuhr Carina Cappellari für das Team Project.
2019 beendete Cappellari ihre Sportkarriere, um ein Masterstudium in Betriebsökonomie zu beginnen.
Carina Cappellari arbeitet seit Oktober 2023 als Nationaltrainerin Downhill & Enduro bei Swiss Cycling. 

## Erfolge
2015
- IXS European Downhill Cup Kranjska Gora[5]
- Gesamtwertung iXS Swiss Downhill Cup

2017
- Schweizer Meisterin – MTB Downhill in Wiriehorn

2018
- Schweizer Meisterin – MTB Downhill in Gstaad

2019
- Schweizer Meisterin – MTB Downhill in Wiriehorn

## Berufliches
Cappellari absolvierte das Sport-Gymnasium Davos und hat danach die kaufmännische Berufsmaturität erlangt. Anschliessend schloss sie ein berufsbegleitendes Bachelorstudium in Betriebsökonomie an der Fachhochschule Chur ab. Seit 2012 arbeitet sie im Teilzeitpensum als Leiterin der operativen Prozesse und der Administration bei Julius Meinl Schweiz (Wiener Kaffeefirma) in Landquart.